# 1958年柬埔寨大選
1958年3月23日，柬埔寨举行大选。在160万张选票中，仅409票没有投给人民社会同盟，最终人民社会同盟赢得国民议会的所有61个席位。